# Тамишки Банат
Тамишки Банат (рум. Banatul timişan, мађ. Temesi Bánság) је био хабзбуршка покрајина, која је постојала у периоду од 1718. до 1778. године. Обухватала је подручје данашњег Баната, који је и добио име по овој покрајини. Главни град области био је Темишвар.

## Назив
Назив ове покрајине се у изворима из времена њеног постојања среће у два облика, од којих је први изведен из имена реке Тамиш (Тамишки Банат), док је други био изведен из имена града Темишвара (Темишварски Банат). То двојство се јавља у свим језицима са банатског подручја ( ; рум. ; мађ. ; лат. .

## Историја
Године 1716, принц Еуген Савојски освојио је територију Баната, којом је до тада управљало Османско царство. После Пожаревачког мира (1718. године), ова територија је добила службени назив „Тамишки Банат” и била је успостављена као засебна хабсбуршка покрајина, којом су управљали гувернери. У њен састав је у време хабсбуршке Краљевине Србије улазила Источна Србија (дакле нпр Неготин није био део Краљевине Србије са седиштем у Београду него Тамишког Баната са седиштем у Темишвару, исто као и Вршац).
У почетку је цела покрајина била под војном управом, да би 1751. године царица Марија Терезија успоставила цивилну управу у северним деловима покрајине, док су јужни делови Баната издвојени из покрајине и прикључени Војној крајини.
Покрајина је укинута 1778. године, да би 1779. године њена територија била прикључена Краљевини Угарској, док су јужни делови Баната (који су били у саставу покрајине до 1751. године) остали у саставу војне границе све до њеног укидања 1871. године.

## Становништво
Према првом попису који су спровеле хабсбуршке војне власти, Банат је имао око 20.000 становника, углавном Срба. Муслиманско становништво Баната напустило је ове просторе после аустријског освајања.
Срби су средином 18. века били већина у равничарском, западном Банату а Румуни у источном брдовитом делу Темишварског Баната. 1718. Банат освајају Хабзбурзи и отпочињу колонизацију, услед чега се етничка слика овог подручја мења и изразито усложњава, посебно у равничарском делу и градовима. Досељавају се Немци, Мађари, Румуни (са Карпата, из Ердеља и Мале Влашке) и многи други народи укључујући и Бугаре римокатолике (Палћени) и романске народе - Италијане, Французе и Шпанце (отуда Нова Барселона близу данашњег Зрењанина) - који су углавном скончали од маларије или понемчени. То је довело до смањења удела православног становништва које се у страху од унијаћења и повећаних намета чак исељавало у Османско царство.
На територију на којој су вековима уназад живели углавном православни Срби и Румуни, од хришћанског становништва, досељавани су повлашћени народи римокатоличке вере, због чега су многи староседеоци пребегли у Србију, Влашку или Турску. Због тога је број становника у неким местима преполовљен, док су поједина насеља, попут чисто српских села Сечња и Модоша, потпуно опустела.
Марија Терезија и њени наследници су систематски насељавали Немце јер нису веровали домаћим православном живљу. Посебно су подозрење гајили према Румунима коју су се у рату 1737-1739. сврстали уз Турке и заједно са њима пљачкали по Банату. То румунско становништво је било полуномадско па су предузимане мере да се преведу на староседелачки начин живота и то углавном насељавањем у западном већински српском делу Баната. Хабзбурзи су били неповерљиви и према протестантима те су дозвољавали досељавање само католичких Немаца који
шктешко о су успевали да се аклиматизују у новој средини, па је због превелике смртности новонастањених у Немачкој кружило мишљење о Банату као о „гробници Немаца”.
Све до седамдесетих година 18. века у Банату није било мађарских насеља. Марко Ђурковић Сервијски, који је купио посед Турска Кањижа, довео је 1773. девет мађарских породица на своје имање.
Банат су насељавали и Роми, који су овде дошли са Турцима. Царица Марија Терезија започела је планско спровођење њиховог прилагођавања староседелачком начину живота. План је предвиђао укидање имена Циганин и увођење назива Нојбауер (Neubauer) – Новоселац. Следећи корак требало је да буде привикавање на седелачки начин живота и бављење земљорадњом. Међутим, присилне мере за спровођење планова нису успеле, као ни покушај да их натерају да похађају школу. Стога су остали да живе у чергама, најчешће близу румунских и српских села, где су прорицали судбину сујевернима и продавали покућство од гвожђа и дрвета које су сами израђивали.
Према подацима из 1774. године, становништво Тамишког Баната је укључивало:
- Румуне = 220.000
- Србе и Грке = 100.000
- Немце = 53.000
- Мађаре и Бугаре = 2.400
- Јевреје = 340

## Гувернери Тамишког Баната
- Клаудије Флоримунд Мерси
- Франц Леополд Енгелсхофен

Када је усвојен нацрт o управи Баната 15. априла 1718, Мерси је званично именован за гувернера Баната у Темишвару. Покрајина је названа Тамишки Банат, а званични језик је постао немачки. (Пожаревачки мир)